# 吳冠賜
吳冠賜（1958年－），生於台灣台中市，兆里國際專利商標事務所創辦人兼所長，現任中華民國專利師公會理事長與經濟部智慧財產局專利審查品質諮詢委員等職務；兼具清華大學化學所碩士及台灣大學法律系學士的學術背景，是涉足科技與法律雙重領域的專利專家；對於智慧財產權的普及化、專業化、國際化等方面富有理念及熱誠，並不遺餘力在民間及政府機關推廣、精進台灣專利制度。

## 「兆里」軼聞
吳冠賜表示，「兆里國際專利商標事務所」之「兆里」本指科學技術之尺度，然因諧音於「照理」，每當聽見「照理說……」時，常不禁會心一笑。

## 外部連結
- 兆里國際專利商標事務所（页面存档备份，存于）